# Psilus caecutiens
Psilus caecutiens är en stekelart som först beskrevs av Marshall 1867.  Psilus caecutiens ingår i släktet Psilus, och familjen hyllhornsteklar. Arten är reproducerande i Sverige.